# Ilybius apicalis
Ilybius apicalis är en skalbaggsart som beskrevs av Sharp 1873. Ilybius apicalis ingår i släktet Ilybius och familjen dykare. Inga underarter finns listade i Catalogue of Life.